# Кристал Лонс (Илиноис)
Кристал Лонс (енгл. Crystal Lawns) насељено је место без административног статуса у америчкој савезној држави Илиноис.

## Демографија
По попису из 2010. године број становника је 1.872, што је 1.061 (-36,2%) становника мање него 2000. године.
| Група             | 2000.         | 2010.         |
| Белци             | 2.708 (92,3%) | 1.615 (86,3%) |
| Афроамериканци    | 19 (0,6%)     | 19 (1,0%)     |
| Азијати           | 12 (0,4%)     | 11 (0,6%)     |
| Хиспаноамериканци | 174 (5,9%)    | 203 (10,8%)   |
| Укупно            | 2.933         | 1.872         |